# August Herman Pfund
August Herman Pfund, ameriški fizik in spektroskopist, * 28. december, 1879, Madison, Wisconsin, ZDA, † 4. januar 1949.

## Življenje in delo
Pfund je bil profesor optike na Univerzi Johnsa Hopkinsa v Baltimoreu, Maryland.
Leta 1924 je odkril skupino spektralnih črt, ki je znana kot Pfundova serija. Izumil je Pfundov daljnogled.

## Priznanja

### Nagrade
Prejel je Medaljo Frederica Ivesa. 

### Poimenovanja
Po njem se imenuje asteroid glavnega pasu 12774 Pfund.
1. 1 2  SNAC — 2010.
2. ↑  Храмов Ю. А. Физики — 1983. — С. 226.